# Tomboy
Tomboy — вільна програма для створення заміток, написана для *nix на C# з використанням Gtk# і є частиною середовища GNOME. Бувши, по суті, блокнотом з вікі інтерфейсом, Tomboy використовує посилання для зв’язування нотаток. Слова, для яких є однойменні нотатки, автоматично стають гіперпосиланнями. Завдяки цьому, Tomboy часто використовується для керування персональною інформацією.

## Можливості
Деякі підтримувані можливості:
- Підсвічування тексту
- Вбудована перевірка орфографії з використанням GtkSpell
- Автоматичне визначення web та e-mail адрес у тексті
- Скасування/Повернення правок
- Зміна шрифту
- Марковані списки
- Синхронізація нотаток через SSH, WebDAV, Ubuntu One, Conduit[3]

## Розширення
Tomboy підтримує розширення, включаючи:
- Посилання на листи Evolution
- Інтеграція з Bugzilla
- Присутність Galago/Pidgin
- Текст фіксованої ширини
- „Замітка дня“ (Note of Day) (по умовчанню не включено)
- Экспорт в HTML
- Введення формул LaTeX (за умовчанням не встановлено)
- Друк

## Підтримка Windows та Mac та інших ОС
Можливості останнього стабільного випуску включають підтримку Windows та Mac OS X. 
Інші ОС:
- Conboy [Архівовано 18 липня 2011 у Wayback Machine.] — порт Tomboy на платформу Maemo, написаний на мові програмування Сі [4]
- Tomdroid [Архівовано 13 серпня 2011 у Wayback Machine.] є спробою створити клієнт Tomboy  для мобільної платформи Google Android. "Метою є сумісність з форматом файлу та можливість синхронізації нотаток з Tomboy" [5]

## Gnote
Gnote — це клон Tomboy, написаний на C++ для позбавлення від залежності від Mono, що критикується багатьма. Річард Столмен, засновник Фонду вільного програмного забезпечення, стверджує що „Microsoft, ймовірно, планує одного разу зробити всі вільні реалізації C# незаконними, за допомогою патентів на ПЗ“, та порекомендував розробникам уникати того, що він описує як „невиправданий ризик“, асоційований з „залежністю від вільних реалізацій C#“.
Gnote включений до Fedora 10 та 11, Debian 6.0, Ubuntu 9.10.